# Friedrich Josias von Sachsen-Coburg-Saalfeld

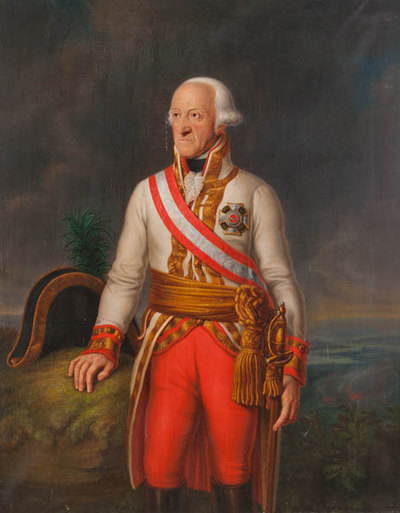
Friedrich Josias von Sachsen-Coburg-Saalfeld

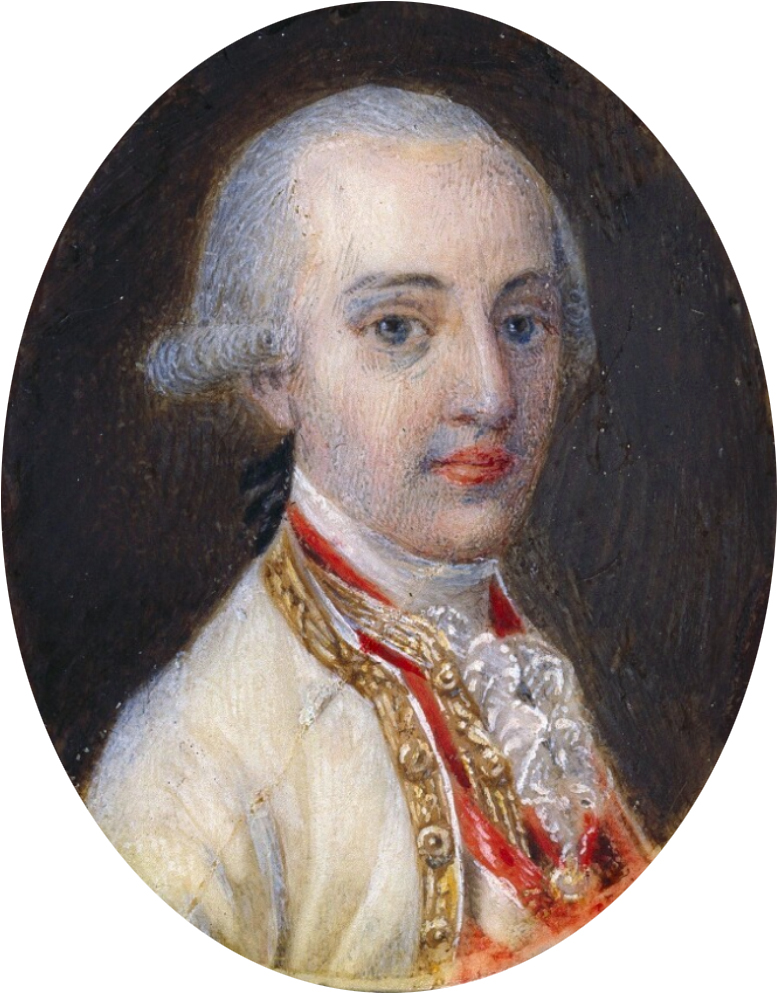
Friedrich Josias von Sachsen-Coburg-Saalfeld

Friedrich Josias von Sachsen-Coburg-Saalfeld (* 26. Dezember 1737 auf Schloss Ehrenburg in Coburg; † 26. Februar 1815 in Coburg) war ein Prinz von Sachsen-Coburg-Saalfeld, Reichsgeneralfeldmarschall und kaiserlicher Feldmarschall.

## Leben

### Herkunft und Jugend
Friedrich Josias war der vierte Sohn und das jüngste Kind des Herzogs Franz Josias von Sachsen-Coburg-Saalfeld (1697–1764) aus dessen Ehe mit Anna Sophia (1700–1780), Tochter des Fürsten Ludwig Friedrich I. von Schwarzburg-Rudolstadt. Als jüngster Sohn war er, wie seine Brüder Christian Franz und Johann Wilhelm, für die Militärlaufbahn bestimmt worden, während der älteste Bruder Ernst Friedrich 1764 dem Vater in der Regierung folgte.
Der Prinz wurde in Sprachen, Religion und Wissenschaften ausgebildet, zu seinen Lehrern zählten der Regierungsrat Johann August von Schönfeld und Caspar von Berbisdorf.  Der Prinz verließ das Land erstmals als 18-Jähriger, als er seine Schwester Charlotte Sophie zu ihrer Vermählung mit dem Erbprinzen Ludwig zu Mecklenburg nach Schwerin begleitete. Hier besuchte er Rostock und Magdeburg und auf der Rückreise die Höfe in Hannover und Dresden.

### Militärlaufbahn

#### Siebenjähriger Krieg
Anlässlich der Vermählung seiner nächsten Schwester Friederike Caroline erhielt er von seinem neuen Schwager Karl Alexander von Brandenburg-Ansbach und Bayreuth 1755 eine Rittmeisterstelle in dessen österreichischem Regiment. Friedrich Josias reiste nach Wien und wurde Kaiserin Maria Theresia vorgestellt, die ihm das Regimentskommando übertrug.
Er nahm umgehend am Siebenjährigen Krieg teil und kämpfte in der Schlacht bei Lobositz. Im Jahr 1757 erhielt er ein selbständiges Kommando und wurde nach der Schlacht bei Prag in dieser Stadt eingeschlossen und erst nach der Schlacht bei Kolin wieder entsetzt. 1757 nahm er am Bombardement auf Zittau und der Schlacht bei Breslau teil. Im Feldzug von 1758 erlitt er einen Schuss in seine Hand und wurde 1759 von der Kaiserin zum Oberst des Ansbachischen Kürassierregiments ernannt. Unter Feldmarschall Laudon war er an der Schlacht bei Liegnitz und der Eroberung von Schweidnitz beteiligt.
Am 30. Juli 1766 wurde Friedrich Josias zum Generalmajor und Brigadekommandant, am 1. Mai 1773 zum Feldmarschallleutnant befördert. Von 1778 bis 1788 war er Generalkommandant von Preßburg und erhielt 1785 das Generalkommando in Galizien und der Bukowina. Bei dieser Gelegenheit wurde er am 22. August 1786 von Kaiser Joseph II. zum General der Kavallerie befördert.

#### Türkenkrieg

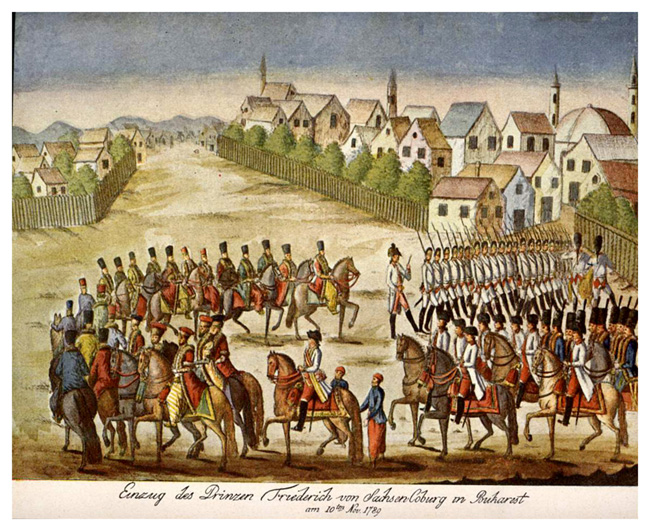
Der feierliche Begrüßungseinzug des Prinzen Friedrich von Sachsen-Coburg in Bukarest (1789)

Im Türkenkrieg 1788 bis 1792 befehligte er unter Feldmarschall Laudon das galizische Armeekorps und eroberte im August 1788 die Festung Chotyn. Zusammen mit den Russen unter General Alexander Suworow erkämpfte der Prinz von Coburg am 1. August 1789 den Sieg in der Schlacht von Focșani und nochmalig am 22. September über die viermal stärkere türkische Hauptarmee in der Schlacht bei Mărtinești am Rimnik. Für diesen Sieg wurde er zum Feldmarschall ernannt, schon vorher war er mit dem Großkreuz des Maria-Theresia-Ordens ausgezeichnet worden. Friedrich Josias konnte nach diesem Sieg Bukarest einnehmen, wo er am 8. November feierlich einzog und die Huldigung für den Kaiser entgegennahm. Damit war die Eroberung der Walachei vollendet.
Der Prinz eroberte danach die Festung Orsowa; die von ihm eingenommene Stadt Giurgiu musste er aber nach einem Ausfall der Türken aus der Festung wieder aufgeben. Nach dem Frieden von Sistowa 1791 wurde er zum Kommandierenden General in Ungarn ernannt.

#### Im Koalitionskrieg von 1793 und 1794

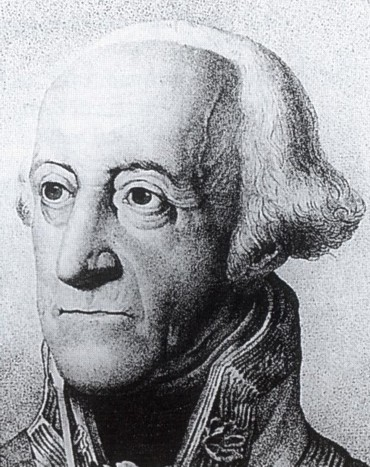
Friedrich Josias

Ende 1792 wurde Friedrich Josias in den Französischen Revolutionskriegen zum Oberbefehlshaber der österreichischen Armee gegen die Franzosen ernannt. Im ersten Koalitionskrieg kommandierte er dann als Reichsgeneralfeldmarschall die Truppen der Reichsarmee in den Österreichischen Niederlanden. In der ersten Schlacht bei Aldenhoven (1. März 1793) konnte er die Franzosen entscheidend besiegen, eroberte Aachen und die Festung Maastricht. Nachdem das kaiserliche Heer die Maas überschritten hatte, konnte die österreichische Stellung durch die Siege in der Schlacht bei Neerwinden (18. März 1793) und bei Löwen über Charles-François Dumouriez erheblich gefestigt werden. Nach der Schlacht drang er auf französisches Territorium vor, siegte am 23. Mai in der Schlacht von Famars, belagerte und eroberte zusammen mit dem Herzog von York die Städte Valenciennes und Le Quesnoy. Darauf begann er Mitte September die Belagerung von Maubeuge, welche er infolge der Niederlage gegen die Franzosen unter General Jourdan in der Schlacht bei Wattignies (15. und 16. Oktober 1793) aber abbrechen musste. In der Folge mussten sich die Koalitionstruppen aus Flandern zurückziehen. Coburg zog seine Truppen über die Sambre zurück, den Winter verbrachte er auf französischem Boden.

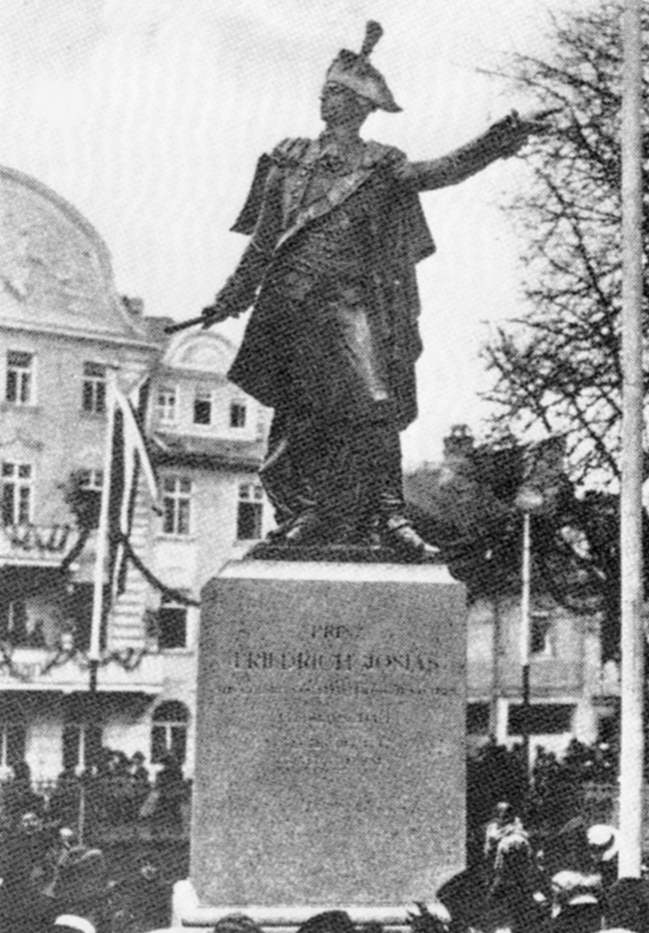
Denkmal von Prinz Friedrich Josias in Coburg, 1911

Nach der Wiederaufnahme der Operationen im Frühjahr 1794 waren die bisherigen militärischen Erfolge durch die ungeschickte Politik des österreichischen Außenministers Thuguts nicht von langer Dauer. Coburg begann ab dem 17. April die Stadt Landrecies mit einer Armee von 75.000 Mann zu belagern, die Stadt fiel am 30. April in die Hände seiner Truppen. Mitte Mai hatten die Franzosen zwischen Lille und Courtrai etwa 82.000 Mann zur Verfügung. Kaiser Franz II., der selbst im Hauptquartier der Alliierten in Tournai anwesend war, drängte Coburg zum Angriff gegen die neu aufmarschierende französische Armee. In der Schlacht bei Tourcoing am 17. und 18. Mai 1794 wurde der isoliert stehende Flügel des Herzogs von York geschlagen. Die Verbündeten mussten sich darauf in Richtung auf Tournai zurückziehen. Die nachrückenden Franzosen wollten die Verbündeten aus den dortigen befestigten Stellungen vertreiben, wurden aber in der Schlacht bei Tournai am 22. Mai ihrerseits geschlagen. In der Folgezeit kam es aber zu einem Patt zwischen den verfeindeten Truppen. Als die Franzosen die Stadt Charleroi belagerten, griff Coburg am 26. Juni 1794 Fleurus und Umgebung mit 46.000 Mann erfolgreich an. Nachdem bekannt wurde, dass Charleroi einen Tag zuvor gefallen war und die Franzosen von dort Verstärkung – die französischen Truppen machten zum Schluss fast 80.000 aus – erhielten, befahl Coburg den Rückzug und das Unternehmen wandelte sich zu einer Niederlage.
Prinz Friedrich Josias hatte an 13 Feldzügen und 16 Schlachten teilgenommen; in zehn Schlachten führte er persönlich das Kommando und hatte nur drei dabei verloren. Er hatte die Franzosen zum Schutz der Österreichischen Niederlande in den letzten Jahren viermal über die Sambre zurückgeworfen, doch mussten die Österreicher nach der Schlacht bei Fleurus dieses Gebiet endgültig räumen. Gesundheitlich angeschlagen (Friedrich Josias litt an einem Erysipel am Fuß, wodurch er kein Pferd besteigen konnte), nahm er den Verlust der Provinzen zum Anlass, seinen Abschied einzureichen und sich nach Coburg zurückzuziehen.

### Ruhestand
In Coburg erwarb Friedrich Josias mehrere Grundstücke und ließ sich das so genannte Bürglaß-Schlösschen errichten. Er lebte dort zurückgezogen und verfasste seine Lebensgeschichte. Mit dem Tod seines Bruders Ernst Friedrich wurde er 1800 der Senior des ernestinischen Hauses und erhielt das Senioratsamt Oldisleben mit seinen Einkünften.
Die Coburger verehrten ihn, zumal er 1806 ihre Stadt unter Hinweis darauf, dass er selbst mit einer Armee zwei Jahre auf französischem Gebiet gestanden habe, wobei nicht geplündert wurde, vor Plünderungen und Brandschatzung durch die französische Armee im Krieg gegen Preußen bewahren konnte. Er starb am 26. Februar 1815 und wurde in der Morizkirche von Coburg beigesetzt.

## Rezeption

Jahrgangsabzeichen „Sachsen-Coburg“ der Theresianischen Militärakademie in Wiener Neustadt

Der Komponist Johann Michael Haydn widmete dem Prinzen den Präsentiermarsch Josias-Coburg-Marsch, der heute unter dem Namen Coburger-Marsch bekannt ist. Wolfgang Amadeus Mozart komponierte nach Coburgs Sieg gegen die Türken im Jahre 1789 den Contretanz „Der Sieg vom Helden Coburg“ in C-dur (KV 587).
Am 24. Oktober 1911 wurde auf dem Theaterplatz in Coburg ein Denkmal des Prinzen nach Entwürfen von Professor August Sommer eingeweiht. Der dortige Josiasgarten ist nach dem Prinzen benannt.
Durch die kaiserliche Entschließung von Franz Joseph I. vom 28. Februar 1863 wurde Friedrich Josias von Sachsen-Coburg-Saalfeld in die Liste der berühmtesten, zur immerwährenden Nacheiferung würdiger Kriegsfürsten und Feldherren Österreichs aufgenommen, zu deren Ehren und Andenken auch eine lebensgroße Statue in der Feldherrenhalle des damals neu errichteten k.k. Hofwaffenmuseums (heute: Heeresgeschichtliches Museum Wien) errichtet wurde. Die Statue wurde 1868 vom Bildhauer Franz Mitterlechner (1819–1884) aus Carrara-Marmor geschaffen, gewidmet wurde sie von August von Sachsen-Coburg und Gotha.
Zum Gedenken wählte der Ausmusterungsjahrgang 2002 der Theresianischen Militärakademie in Wiener Neustadt den Namen „Jahrgang Sachsen-Coburg“.

## Nachkommen
Friedrich Josias hatte sich morganatisch mit seiner Haushälterin Therese Stroffeck vermählt, mit der er einen Sohn hatte:
- Friedrich (1789–1873), Freiherr von Rohmann

⚭ 1812 Theresa Wischotzill von Griffa (1790–1855)